# 川島隆太教授的DS腦力強化訓練
《川島隆太教授的DS腦力強化訓練》（又稱為「腦力鍛鍊2」），是2005年教育电子游戏《東北大學未來科學技術共同研究中心川島隆太教授監修 大人的DS腦力鍛鍊》的续作。游戏由任天堂为掌上游戏机任天堂DS开发并发行。在游戏开始前，玩家必须完成一个大脑年龄测试来近似决定他们的大脑反应能力。年龄的区间在20至80之间，最低大脑年龄20表示玩家大脑的平均反应水平是20岁。在玩家得到大脑年龄报告后，他们就可以完成一系列小游戏来帮助提升他们的大脑反应力，并可在之后重新做大脑能力测试来更新脑年龄。
媒体通常给《脑力训练2》正面评价，游戏在Metacritic和GameRankings的汇总得分分别为77%和79%。评论集中于在《脑力训练》上的改进，同时批评游戏无法总是理解书写和口答的答案。游戏被票选为IGN2007年8月的月度读者游戏。在美国，游戏首发月成为了第13畅销游戏，并在2007年9月排到了第9位，同时售出了141,000份。在日本《脑力训练2》在首发月成为了最畅销游戏，售出了1,084,857套。截至2007年7月，《脑力训练2》在日本售出了533万份。截至2011年3月31日，有i在全球售出1,483万套并成为第六畅销任天堂DS游戏。

## 游戏玩法

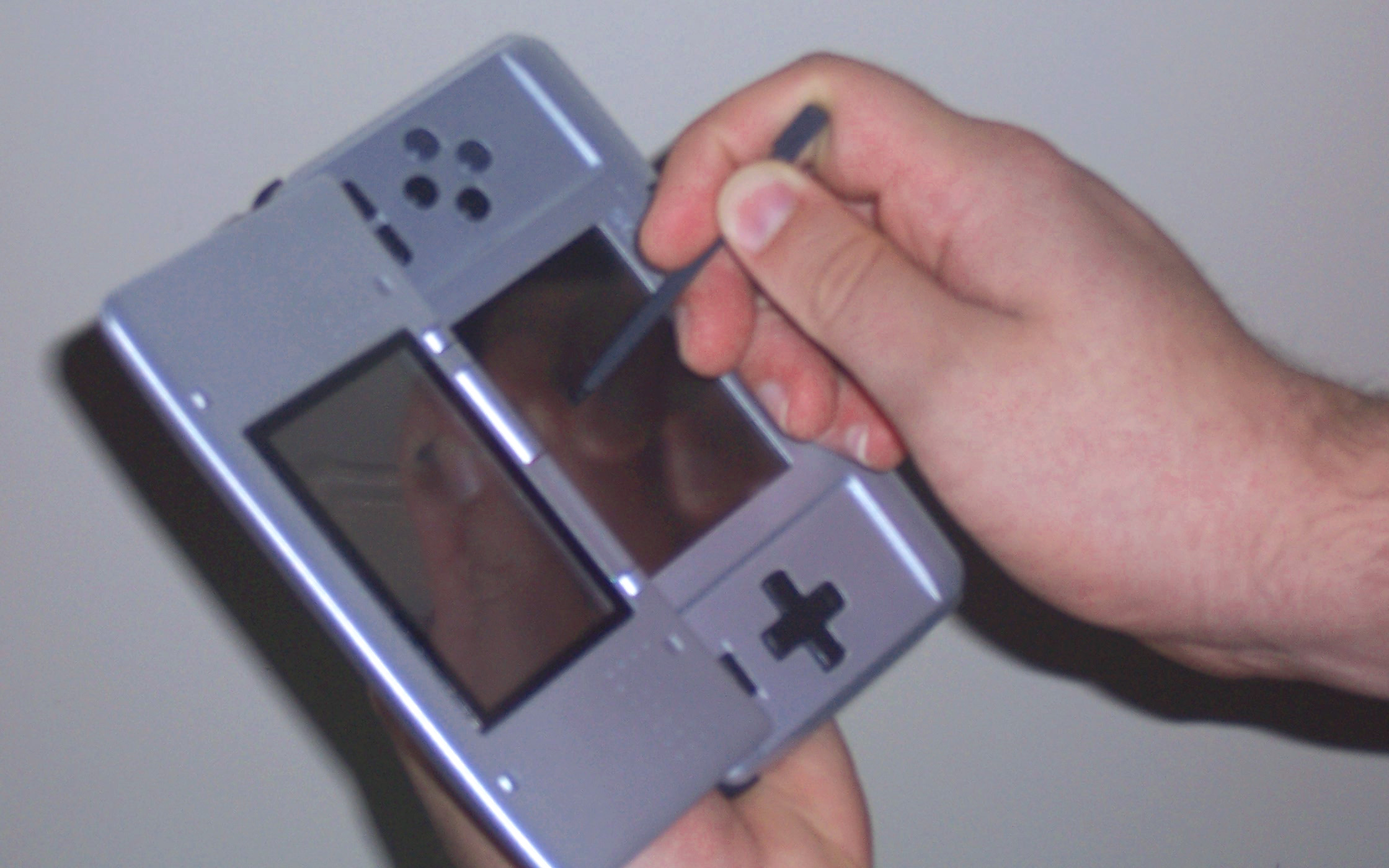
将任天堂DS侧式拿起以玩《脑力训练2》

和前作相似，《脑力训练2》是一款收录多个小游戏的教育电子游戏。在游戏开始前，玩家需要创建一个配置文件，之后大脑年龄测验将运行三个随机测试以决定玩家的大脑年龄，并根据玩家的测试表现给出20至80之间的结果。大脑年龄近似决定了玩家的脑反应能力；玩家可得到最低20岁的脑年龄，这表示玩家大脑的平均反应能力是20岁。在玩家初次得到大脑年龄后，快速游戏、日常训练和数独三个模式将会解锁。在快速游戏中，玩家可以练习任何已解锁的小游戏，但不会得到成绩。在日常训练中，玩家可以通过进行大脑年龄测试来更新脑年龄。他们还可以完成其中解锁的小游戏，并会根据在测试中的表现得到等级制的评级。在日常训练中，玩家还可以玩病毒克星——《马里奥医生》为移动设备而改版的简化版。为了跟踪玩家的进展，游戏会记录统计玩家每日的表现，并以图表的形式展现。在第三个模式数独中，玩家可以从100个数独游戏中选择一个题目解决。
《脑力训练2》中的所有小游戏都和初代《脑力训练》不同。在训练中，玩家可以通过完成小游戏收集印戳，而每天只能收集一枚。当收集一定数量的印戳后，新的小游戏和功能将会解锁。

## 开发
在2005年10月5日日本东京的任天堂记者招待会上，任天堂宣布2006年将在日本发行几个游戏，其中列有定于2005年12月29日发行的《脑力训练2》。任天堂后来宣布游戏将于2007年6月29日在欧洲以30欧元的价格发行，2007年7月5日在澳大利亚以49.95澳元的价格发行。美版的消息最早于2007年5月公布。和《脑力训练》相似，游戏定位于休闲玩家；包括图像、菜单和介绍在内，其基本理念与前作一致。《脑力训练2》还使用了相同的数独引擎，an addition in the original Brain Age that has been applauded for being one of the best handheld Sudoku games available；《脑力训练2》的数独引入了100个新的题目。游戏中所有的小游戏都是新的，但其中有一些是从《脑力训练》的题目中衍生出来的。第一作中的一个题目是点人数，玩家先需要数出屏幕中显示了多少人，在几秒钟后一个房子从上面掉下，然后一些人离开或进入房子，最后玩家需要写出他们认为房子里还有多少人。在《脑力训练2》中出现了被称为“记忆冲刺”的游戏变种，玩家需要在特殊短跑赛中记住一个选手超越多少人或被多少人超越，然后据此写下当选手到达终点线时是第几名。游戏的声音识别技术较前作做了改善。唯一使用该功能的挑战是石头剪子布，玩家需要用最快速度对着麦克风说出正确答案。
任天堂邀请了几位名人参与《脑力训练2》的广告宣传。任天堂于2007年6月25日宣布澳大利亚女演员妮可·基德曼将会在欧洲电视和报纸广告上代言游戏。任天堂请她是因为“她普遍吸引了主流社会所有年龄段和背景的观众，以及她那聪明、令人愉快和真诚的名声”。基德曼称赞了任天堂的渴望接触新受众和自我改进产品，并发现玩游戏使她感到年轻。任天堂还请专业游泳运动员基伦·珀金斯在他的祖国澳大利亚代言《脑力训练2》，他评论说“从使用初代《脑力训练》至今有了那么一段时间，我真诚期待着所有可以锻炼我思维的新方式。《脑力训练2》是对我来说是延续《脑力训练》锻炼的最佳方式，同时保持着新鲜和有趣的活动”。在美国，由女演员丽芙·泰勒代言游戏的印刷和电视广告。

## 评价
《脑力训练2》由任天堂于2005年12月29日、2007年6月29日、2007年7月5日和2007年8月20日分别在日本、欧洲、澳大利亚和美国的任天堂DS平台发行。2007年8月21日，一个《脑力训练2》任天堂DS包在美国发行，其中含有一份《脑力训练2》和一个顶部深红底部磨砂黑的任天堂DS。在2008年10月2日的任天堂大会上，任天堂总裁岩田聪称在他的政策演讲下，脑力训练系列作品将重新开发为两部DSiWare游戏，并称为《大人的DSi脑力锻炼》文系篇和理系篇。DSiWare版包括继承自前两部任天堂DS游戏的训练模式，以及利用任天堂DSi照相机特性的新模式。《脑力训练2》通常获得正面评价，游戏在Metacritic和GameRankings的汇总得分分别为77%和79.04%。评论集中于对《脑力训练》的改进，而批评目标则是游戏无法理解书写和口答的答案。游戏被票选为IGN2007年8月的月度读者游戏。
对《脑力训练2》的评论和《脑力训练》相似“从一些不同的变量中抛出”，Game Informer认为玩家对初代《脑力训练》的观点和他们对《脑力训练2》的体会将非常相似。GameZone对游戏的数独部分非常兴奋，并称赞他们“值得整个游戏本身并将提供许多小时的乐趣”。他们认为日常训练和快速游戏模式“简直上瘾”，并称赞了游戏“简单易用的界面”。电子游戏网站IGN持不同观点，但它认为数独以外的挑战会感到新鲜。虽然IGN只在某些观点上赞同GameZone，但也写到了初代《脑力训练》和《脑力训练2》都使用了“干静整洁的界面”。电视节目X-Play被《脑力训练2》提高人智力的承诺所吸引。GameSpy因为游戏能被各种各样的人接近，不需要特别的身体灵活性或经验，以及定期奖励玩家的系统，而称游戏是“理想的电子游戏引导剂”。他们还认为《脑力训练2》是“对通过无痛训练法改善我们精神健康的崇高努力”。游戏革命称赞了使用任天堂DS特性的游戏智能，“有趣”的音效，和“合适”的书写识别。新加坡的《海峡时报》认为《脑力训练2》是一个可靠的投资，虽然铁杆玩家可能认为小游戏是“噱头”。考虑到任天堂打算通过游戏瞄准婴儿潮，《环球邮报》写到他们禁不住在工作时玩游戏并证明它是一个自我改善程序。
虽然1UP.com认为《脑力训练2》做了少量改进，但也发现游戏带来了新问题。他们认为游戏很难理解他们的书写，也不满意游戏头像川岛博士被认为傲慢的语调。GamePro对《脑力训练2》缺少新要素而感到失望，并要读者“不要对新测试和更多的数独题做太多期待”。Nintendo World Report也对游戏感到遗憾，并告诉玩家“希望不可避免的《脑力训练3》能做一个大修”。Toronto Star提醒读者虽然《脑力训练2》宣称自己是一个能让玩家更聪明的游戏，但它实际上意味着“聪明这个词被临时重新定义为‘善于打《脑力训练2》’”。
《脑力训练2》在美国2007年8月发售首月成为了第13畅销游戏，游戏在2007年9月爬到了第9名并售出了141,000份。游戏在2007年10月排到了第10名并售出了116,900份。在2007年12月游戏上升到第7位，于2008年1月下降到第9名，并于次月掉到了第16名。在2008年8月，游戏成为了美国第13畅销游戏以及加拿大第11畅销游戏。游戏在日本2005年1月发售首月成为了最畅销游戏并售出1,084,857份。到了2006年3月，游戏售出170万份。在2006年5月15日－21日这周，游戏以62,000份的销量成为第二畅销游戏，同时自发行以来累计售出228.1万份。截至2006年7月，《脑力训练》在日本售出2,539,922份，而《脑力训练2》2,752,211的销量超出前作20万份。截至2007年7月，《脑力训练》在日本售出533万份。超过2/3的《脑力训练2》购买者年龄超过25岁。截至2011年3月31日，游戏在全球销量达到1,483万份。

### 效应
在雷恩第二大學认知心理学教授Alain Lieury分析的一项调查中显示，在刺激记忆方面，使用纸笔练习的效果和使用《脑力训练2》一样好。在评估10岁的孩子后，调查发现“对于任天堂广告宣传中妮可·基德曼所称的使用者可以测试和恢复他们的灰色细胞，没有证据支持”。Lieury认为《脑力训练2》作为游戏是可以接受的，但对任天堂称其为科学实验则认为是一种诈骗。Lieury反驳了任天堂的《脑力训练2》和《灵活脑学校》等教育娱乐产品可以改善血液流向大脑并能提高“实用智力”的主张。关于大脑训练游戏是否有效，《新科学家》的格雷厄姆·劳顿写到，“通盘考虑，这是很难下结论的，大脑训练已经被证明起了工作——在某些情况下。另外值得指出的是，没有研究表明大脑训练会使认知能力恶化。”劳顿认为，任天堂避开提供他们脑力训练系列会明显改善大脑功能的证据，而是“注意不要声称脑力训练是经过科学验证的，只是称他是受川岛隆太教授工作‘灵感’而制作的娱乐产品”。